# Кореянофобия
Кореянофобия[неизвестный термин] — неприязнь, предвзятое отношение, дискриминация, нетерпимость, ненависть и презрение к корейцам, корейской культуре или странам Северной и/или Южной Корее. Кореянофобия варьируется в зависимости от места и времени. На них повлияли такие крупные исторические события, как японская оккупация Кореи, война во Вьетнаме, Корейская война и её последствия. В последние годы на эти настроения в значительной степени влияли политика, военная агрессия, территориальные споры, разногласия по поводу пересмотра истории, экономическая конкуренция и культурные факторы.
Кореянофобия существует в Китае, Японии, на Тайване, Филиппинах, во Вьетнаме, в США и между двумя корейскими государствами. Корейская волна (кор. 한류?, 韓流?, Халлю) столкнулась с сопротивлением в некоторых странах, а общее отношение к Северной Корее часто вызывает негативные эмоции.

## Статистика
| Страна                   | Отношение  | Отношение  | Отношение   | Поз–Нег |
| Страна                   | Позитивное | Негативное | Нейтральное | Поз–Нег |
| ------------------------ | ---------- | ---------- | ----------- | ------- |
| Китай                    | 25%        | 71%        | 2           | −46     |
| Германия                 | 11%        | 32%        | 57          | −21     |
| Испания                  | 24%        | 42%        | 34          | −18     |
| Бразилия                 | 36%        | 46%        | 18          | −10     |
| Мексика                  | 36%        | 42%        | 22          | −6      |
| Греция                   | 24%        | 29%        | 47          | −5      |
| Пакистан                 | 19%        | 22%        | 59          | −3      |
| Индия                    | 27%        | 28%        | 45          | −1      |
| Перу                     | 37%        | 37%        | 26          | 0       |
| Кения                    | 34%        | 34%        | 32          | 0       |
| Франция                  | 45%        | 44%        | 11          | 1       |
| Среднемировой показатель | 37%        | 36%        | 27          | 1       |
| Нигерия                  | 44%        | 34%        | 22          | 10      |
| Канада                   | 47%        | 36%        | 17          | 11      |
| Великобритания           | 52%        | 40%        | 8           | 12      |
| Россия                   | 32%        | 20%        | 48          | 12      |
| Индонезия                | 37%        | 23%        | 40          | 14      |
| США                      | 51%        | 33%        | 16          | 18      |
| Австралия                | 61%        | 24%        | 15          | 37      |
| Турция                   | 70%        | 21%        | 9           | 49      |

| Страна                   | Отношение  | Отношение  | Отношение   | Поз–Нег |
| Страна                   | Позитивное | Негативное | Нейтральное | Поз–Нег |
| ------------------------ | ---------- | ---------- | ----------- | ------- |
| США                      | 5%         | 88%        | 7           | −83     |
| Великобритания           | 7%         | 89%        | 4           | −82     |
| Австралия                | 6%         | 87%        | 7           | −81     |
| Франция                  | 9%         | 85%        | 6           | −76     |
| Канада                   | 10%        | 81%        | 9           | −71     |
| Испания                  | 5%         | 75%        | 20          | −70     |
| Греция                   | 6%         | 64%        | 30          | −58     |
| Китай                    | 19%        | 76%        | 5           | −57     |
| Германия                 | 1%         | 56%        | 43          | −55     |
| Среднемировой показатель | 17%        | 59%        | 24          | −42     |
| Бразилия                 | 23%        | 60%        | 17          | −37     |
| Мексика                  | 24%        | 54%        | 22          | −30     |
| Перу                     | 22%        | 51%        | 27          | −29     |
| Индонезия                | 17%        | 46%        | 37          | −29     |
| Индия                    | 19%        | 40%        | 41          | −21     |
| Турция                   | 34%        | 44%        | 22          | −10     |
| Россия                   | 20%        | 30%        | 50          | −10     |
| Нигерия                  | 33%        | 42%        | 21          | −9      |
| Кения                    | 27%        | 36%        | 37          | −9      |
| Пакистан                 | 20%        | 25%        | 55          | −5      |

## Китай
Исторические отношения между Кореей и Китаем были сложными. После аннексии Кореи Японской империей в 1910 году страна попала под японское влияние. В Китае существует мнение, что некоторые этнические корейцы служили в японской армии, чьи действия привели к началу Второй китайско-японской войны в июле 1937 года. Также предполагается, что корейцы участвовали в строительстве Бирманской железной дороги смерти. Китайцы называли корейцев уничижительным термином эр гуйцзы (кит. 二鬼子, èr guǐzi).
После Второй мировой войны Северная Корея, поддерживаемая Советским Союзом, стала союзником Китайской Народной Республики (КНР), в то время как КНР и Республика Корея не признавали друг друга. Во время Корейской войны, когда КНР воевала против Южной Кореи и её союзников из ООН, пропаганда использовалась для формирования негативного отношения к Южной Корее, которую правительство КНР называло «марионеточным государством» США.
С 1992 года, после нормализации отношений между Южной Кореей и Китаем, отношения между двумя странами постепенно улучшались. С 2000-х годов корейская поп-культура стала популярной в Китае.
По данным опроса, проведённого в феврале 2021 года учёными из Университета Райса, Университета Британской Колумбии и Школы государственной политики Ли Куан Ю, 43% китайских респондентов выразили неблагоприятное отношение к Южной Корее, в то время как 49% выразили благоприятное отношение.

## Япония
В резне в Канто вскоре после Великого землетрясения в Канто в 1923 году этнические корейцы в Японии были выбраны козлами отпущения и убиты толпами японских линчевателей.
Во время чемпионата мира по футболу 2002 года между японскими и корейскими болельщиками произошли столкновения. Также было известно, что обе стороны размещали в онлайн-чатах расистские сообщения друг о друге. Кроме того, возникли споры о том, как должно было быть организовано мероприятие, что усугублялось соперничеством между двумя странами. Территориальный спор из-за скал Лианкур также подогревал напряжённость. «Манга Кэнканрю» (яп. マンガ 嫌韓流; часто называемая «Ненависть к корейской волне») автора Шарин Ямано затрагивает эти проблемы, а также приводит множество других аргументов и претензий к Корее.
В Японии японцы корейского происхождения также нередко сталкиваются с негативным отношением и даже воспринимаются как источник проблем и беспорядков. Эту точку зрения разделял бывший губернатор Токио Синтаро Исихара. Особенно критике подвергается Ассоциация северокорейских граждан в Японии, которая, по мнению некоторых, имеет тесные связи с Северной Кореей. Её обвиняют в предоставлении финансирования и материалов КНДР, а также в том, что она активно разжигает ненависть к Японии среди своего корейского населения.
Некоторые правые группы в Японии сегодня нацелены на этнических корейцев, проживающих в Японии. Одна из таких групп, известная как «Zaitokukai», состоит из интернет-пользователей и проводит уличные демонстрации против корейских школ.
В Японии также существует большая обеспокоенность по поводу Северной Кореи и её возможностей в области ядерных вооружений и ракет большой дальности в результате испытаний ракет в 1993, 1998 и 2006 годах, а также подземного ядерного испытания в 2006 году. Также существуют разногласия по поводу похищений японцев Северной Кореей, когда граждане Японии были похищены северокорейскими агентами в 1970-х и 1980-х годах.
Корейская волна, или экспорт южнокорейской поп-культуры, вызвала негативную реакцию в некоторых слоях японского общества. Многие японские граждане с консервативными взглядами и некоторые правые националистические группы организовали демонстрации против Корейской волны через 2channel. 9 августа 2011 года более 2000 протестующих собрались у штаб-квартиры Fuji TV в Одайбе, Токио, протестуя против трансляции корейских дорам. Ранее, в июле 2011 года, известный актёр Соускэ Такаока был уволен из своего агентства Stardust Promotion за критику в адрес наплыва корейских дорам в своих твитах. На 2channel корейцы в основном воспринимаются негативно, их описывают как агрессивных, неэтичных и иррациональных людей, представляющих «угрозу» для Японии. Пользователи часто прибегают к стереотипам о корейцах, например, к стереотипу о том, что в корейской кухне используют собак.
В апреле 2014 года на маршруте паломничествапо 88 храмам острова Сикоку было обнаружено несколько антикорейских наклеек, которые были осуждены представителем Ассоциации паломничества по маршруту 88 храмов Сикоку.
Согласно опросу, проведённому в 2014 году Всемирной службой Би-би-си, японцы в наибольшей степени в мире настроены против Северной Кореи: 91% опрошенных негативно относятся к влиянию Северной Кореи, и только 1% положительно, что делает Японию третьей страной в мире с наиболее негативным отношением к Северной Корее после Южной Кореи и США.

## На территории Корейского полуострова

### Северная Корея–Южная Корея
После окончания Второй мировой войны отношения между Северной и Южной Кореей остаются враждебными. Эти две страны участвовали в Корейской войне, которая завершилась в 1953 году перемирием, но без подписания мирного договора. Обе стороны претендуют на весь Корейский полуостров и борются за суверенитет. Напряженность между странами усилилась в 1968 году после неудавшейся попытки покушения на президента Южной Кореи Пак Чон Хи со стороны Северной Кореи, неудавшегося контрпокушения на Ким Ир Сена, высадке северокорейских коммандос в Ульджине и Самчхоке и казни девятилетнего южнокорейского мальчика во время этой операции. Несмотря на некоторое потепление отношений в рамках политики «Солнечного света» в конце 1990-х — начале 2000-х годов, в последующие годы ситуация ухудшилась. В январе 2024 года стало официально известно, что Ким Чен Ын отказался от идеи воссоединения и признал Южную Корею своим «главным врагом».
В Южной Корее враждебность по отношению к Северной Корее называется «антисеверными настроениями» (кор. 반북감정; ban-buk gam-jeong), и обычно ассоциируется с политикой правого толка. Согласно опросу Всемирной службы Би-би-си 2014 года, 3% южнокорейцев положительно оценили влияние Северной Кореи, при этом 91% высказали негативное мнение, что делает Южную Корею после Японии страной с самым негативным отношением к Северной Корее в мире.

### Северокорейские перебежчики
По состоянию на 2023 год в Южной Корее проживает около 33 000 северокорейских беженцев. Они часто сообщают о дискриминации.
Дискриминация включает, но не ограничивается:
- трудоустройством,
- социальной изоляцией,
- трудностями с поиском супруга.

Некоторые южнокорейцы даже избегают предприятий, принадлежащих северокорейским беженцам.
Согласно исследованию 2012 года, северокорейским мужчинам сложнее, чем северокорейским женщинам, найти супруга. В 2015 году в статье отмечалась тенденция южнокорейского развлекательного шоу «Теперь я собираюсь встретиться с тобой» представлять северокорейских женщин как привлекательных невест.

### Этнические корейцы иностранного происхождения
Отношение к этническим корейцам, родившимся за границей и вернувшимся в Южную Корею, со временем изменилось. В 1990-х годах многие молодые люди, выступающие за объединение, положительно относились к этническим корейцам и видели в них «представителей подлинной корейской нации». Однако впоследствии настроения остыли, и южнокорейская идентичность стала исключать как северокорейцев, так и этнических корейцев иностранного происхождения.
Корейцы иностранного происхождения, которые сейчас живут в Южной Корее, часто сообщают о дискриминации со стороны южнокорейцев. Сообщается, что их считают ленивыми, склонными к совершению преступлений и грязными. Исследование 2009 года показало, что, хотя работодатели отдавали предпочтение этническим корейцам иностранного происхождения перед некорейскими работниками, этнические корейцы «по меньшей мере с такой же вероятностью сообщали о дискриминации».

### Южнокорейцы смешанного происхождения
Люди с корейскими корнями также сталкивались с дискриминацией в Южной Корее, хотя эта тенденция, возможно, ослабевает с конца 2000-х годов. В 2009 году в южнокорейских школах было запрещено продвигать идеи этнической чистоты и однородности, а в 2011 году в военной присяге страны термин минжок (нация) был заменён на слово «гражданин».

## США

### Ранняя история
На ранних этапах отношений между США и Кореей большинство американского общества проявляло безразличие или даже не было осведомлено о Корее. Однако восприятие Кореи политиками и прессой было значительно более негативным.
Первые контакты Кореи с США привели к тому, что она получила известность среди американских политиков и журналистов. Инцидент 1866 года с фрегатом «Генерал Шерман», когда корейцы уничтожили экипаж американского корабля, незаконно проходившего по их рекам, вызвал широкое осуждение в американских газетах. Газета «Нью-Йорк трибьюн» писала:
О Корее, стране в Северо-Восточной Азии, известно мало. Номинально она подчинена Китаю и населена полуварварским народом, чрезвычайно ревниво относящимся к иностранцам, с которыми они поддерживают лишь очень ограниченные отношения.
Корейцев часто изображали как жестоких, ксенофобных и диких «азиатов», отвергающих идеалы цивилизованного Запада. В 1871 году американская экспедиция в Корею и последовавший за ней конфликт также способствовали формированию этих негативных представлений. Американская пресса в основном положительно отреагировала на Договор между Кореей и США 1882 года.
На протяжении десятилетий большинство публикаций изображали Корею как отсталую, бедную и уступающую Японии. Страна часто подвергалась экзотизации с использованием таких прозвищ, как «Королевство-отшельник» и «Страна шляп». В своей книге 1884 года «Христианство в Корее» У. К. Китчин писал:
Те, кто видел это, рассказывают историю о том, что требуется трое трудоспособных корейцев, чтобы управляться с обычной лопатой. Люди крайне ленивы и, как следствие, ужасно бедны.
Многие публикации негативно отмечали низкий социальный статус корейских женщин. Один из заголовков газет гласил: «Корейские женщины: благородные дамы и униженные рабыни королевства-отшельника: они более изолированы, чем турчанки, и имеют мало прав, уважаемых мужчинами».
Меньшинство американских журналистов, политиков и активистов, посетивших Корею, в целом придерживалось более позитивных взглядов на страну. Некоторые из них выразили разочарование в негативных оценках своих соотечественников.

### Во время японской анексии
Первоначально отношение к японской колонизации Кореи было положительным.
Президент США Теодор Рузвельт был ярым критиком Чосона и корейского народа. Он описывал корейцев как «непросвещённых и непокорных» и с гордостью называл себя «прояпонским». Эти настроения в основном разделялись другими высокопоставленными американскими чиновниками, которые считали, что колонизация более просвещенной Японией будет выгодна для Кореи. Негативные впечатления могли быть частично сформированы под влиянием «японских информационных каналов», которые имели значительно большее финансирование и охват в США по сравнению с любыми корейскими источниками.
В 1894 году статья в «Нью-Йорк Геральд» гласила:
Япония имеет право оккупировать Корею в интересах торговли и цивилизации западного мира. Она останется в Корее в качестве опекуна маленького королевства, только что вышедшего из китайской тьмы, помогая ему в моральном, интеллектуальном и материальном развитии. Япония покинет страну, когда её работа будет завершена, когда Корея встанет на правильный путь хорошего управления. Как и Япония, Корея должна стать аванпостом западной цивилизации и торговли против монгольской дряхлости и исключительности.
Однако в конце 1910-х годов отношение к Корее стало более сочувствующим после того, как информация о Двадцати одном требовании Японии к Китаю стала достоянием общественности, а также после жестокого подавления Японией Корейского движения 1 марта 1919 года.
До Второй мировой войны часть афроамериканского сообщества начала относиться к Японской империи с симпатией, рассматривая Японию как соперника «белого Запада». Несколько выдающихся афроамериканских интеллектуалов, включая У. Э. Б. Дюбуа, публиковали сочувствующие статьи, в которых пытались оправдать японский колониализм в Корее и Китае. Дюбуа писал:
Все цветные народы считают Японию своим логичным лидером, единственной небелой нацией, которая навсегда избежала господства и эксплуатации белого мира... Захватила ли она Корею, Формозу и Маньчжурию? [...] Она просто сделала то, что Англия сделали в Гонконге и Франция в Аннаме, и то, что Россия, Германия и, возможно, даже Соединенные Штаты намеревались сделать в Китае... И всё же во всех её действиях есть огромная разница: её программа не может быть основана на расовой ненависти к побежденным, поскольку в расовом отношении эти последние едины с японцами и признаны кровными родственниками. Их японизация, предоставление им социального равенства не будет представлять никакой реальной проблемы.
Некоторые афроамериканцы критиковали японский империализм, однако, по мнению историка Марка С. Галличио, большинство из них были склонны рассматривать критику Японии как проявление западных предрассудков и неуверенности. А. Филип Рэндольф и Чандлер Оуэн в 1919 году писали:
Самодовольные и маслянистые японские дипломаты ничем не отличаются от Вудро Вильсона, Ллойда Джорджа или Витторио Эмануэле Орландо. Им наплевать даже на японский народ, и в этот самый момент они безжалостно подавляют корейский народ и навязывают несчастному Китаю жесткие условия сделки.

### Современность
После тяжелой ремилитаризации Северной Кореи и серии ракетных испытаний американцы были приучены опасаться возможного нападения «страны-изгоя», такого как Северная Корея. У президента США Джорджа У. Буша в обращении О положении страны 29 января 2002 года он назвал Северную Корею частью «Оси зла». После развития ядерной программы Северной Кореи и северокорейского ядерного испытания 2006 года Соединенные Штаты ввели санкции ООН в отношении Северной Кореи. Маловероятно, что Соединенные Штаты отменят эти экономические санкции из-за несоблюдения Северной Кореей шестисторонних соглашений о переговорах.
С 1988 по 2008 год и с ноября 2017 года Северная Корея была объявлена государством-спонсором терроризма за поддержку ХАМАС и Хезболлы против Израиля, их роль в убийстве Ким Чен Нама, поддержку диктатора Башара аль-Асада в гражданской войне в Сирии, тесные отношения с Ираном и подозрительную смерть Отто Уормбира.
Беспорядки в Лос-Анджелесе 1992 года были частично вызваны антикорейскими настроениями среди афроамериканцев. Они привели к появлению выражения «корейцы на крышах». За год до беспорядков, 16 марта 1991 года, корейско-американская владелица магазина Сун Джа Ду застрелила 15-летнюю афроамериканку Латашу Харлинс. Этот инцидент и другие напряжённые отношения стали важной частью беспорядков 1992 года, которые были спровоцированы предполагаемой жестокостью полиции по отношению к Родни Кингу. В ходе протестов были разграблены и разрушены корейские и другие азиатские магазины в Корейском квартале, а вооружённые корейцы защищали свои магазины с крыш зданий. В результате беспорядков погибли как корейцы, так и афроамериканцы. Из общего ущерба в $1 миллиард, нанесённого городу, около половины пришлось на долю корейских предпринимателей.

## Великобритания
Во время пандемии COVID-19 в Великобритании корейские студенты, обучающиеся в стране, столкнулись с проявлениями антикорейских настроений в рамках ксенофобии, связанной с пандемией. Исследование, проведённое Королевским колледжем Лондона среди 12 корейских студентов, обучавшихся в Великобритании в период с 2017 по 2021 год, показало, что корейцев в Британии часто принимали за китайцев даже до начала пандемии COVID-19. Корейские студенты также сообщили о дискриминации во время пандемии из-за ложных утверждений о том, что восточноазиатские люди распространяют COVID-19. По мнению авторов исследования, их результаты «свидетельствуют о необходимости институциональных и профессиональных вмешательств для улучшения безопасности и психического здоровья корейских студентов, обучающихся за границей в условиях глобальной пандемии, такой как COVID-19».

## Бывший Советский Союз
В 1937 году почти 172 000 этнических корейцев были насильственно переселены с Дальнего Востока в Среднюю Азию в рамках политики национально-территориальное размежевание в СССР.
Депортации предшествовал типичный советский сценарий политических репрессий: сфальсифицированные судебные процессы над местными партийными лидерами, обвиняемыми в мятеже, обвинения в планах отделения Дальневосточного края, местные партийные чистки и статьи в «Правде» о японском шпионаже на Дальнем Востоке.
Планы переселения были возрождены с новой силой в августе 1937 года, якобы с целью пресечения «проникновения японского шпионажа в Дальневосточный край». На этот раз, однако, направление переселения было на запад, в Советскую Среднюю Азию. С сентября по октябрь 1937 года более 172 000 советских корейцев были депортированы из приграничных районов Дальнего Востока России в Казахскую ССР и Узбекскую ССР (последняя включает Каракалпакскую АССР).

## Тайвань
На Тайване может присутствовать определённая враждебность по отношению к корейцам из-за соперничества между двумя странами в области бейсбола. Споры между Тайванем и Кореей в международных спортивных соревнованиях возникали неоднократно.
В ноябре 2010 года граждане Тайваня протестовали против дисквалификации тайваньской спортсменки по тхэквондо Ян Шу Чунь на Азиатских играх 2010 года после того, как судья корейско-филиппинского происхождения дисквалифицировал тайваньского бойца. В Интернете широко распространялись изображения и сообщения, высмеивающие южнокорейские товары и культуру. Сообщалось о ресторанах, вывешивающих на дверях вывески «Корейцам вход воспрещён», а также о протестах, сопровождавшихся сожжением корейского флага или уничтожением южнокорейских товаров.
23 августа 1992 года Южная Корея начала реализацию своей политики «Нордполитик» (северная дипломатия), что привело к установлению дипломатических отношений с Китайской Народной Республикой после распада Советского Союза. Это изменение внешней политики Южной Кореи, ранее направленной на противодействие коммунизму, было направлено на улучшение отношений с соседними странами в рамках геополитических интересов, включая КНР. Целью этих усилий было давление на Северную Корею и снижение политической напряженности, что в конечном итоге способствовало возможности мирного воссоединения Кореи. С началом нормализации президент Ро перенес дипломатическое признание с Китайской Республики (Тайваня) на Китайскую Народную Республику и конфисковал имущество посольства Китайской Республики, передав его КНР.
По словам чиновника корейского торгового представительства в Тайбэе, продажи корейских товаров на Тайване не очень успешны, потому что «тайваньцы чувствовали себя очень преданными после того, как Корея разорвала дипломатические отношения с Тайванем и восстановила связи с Китаем в 1992 году, потому что народ Тайваня видел Корею как союзника в борьбе с коммунизмом. Теперь, поскольку экономики двух стран схожи, ориентированы на экспорт и сосредоточены на одних и тех же секторах бизнеса, тайваньцы рассматривают Корею как большого соперника и думают, что проигрыш Корее станет концом Тайваня» (ВВП и население Южной Кореи более чем в два раза больше, чем на Тайване, но эти две страны конкурируют в полупроводниковом секторе).
В июне 2012 года генеральный директор Foxconn Терри Гоу заявил, что он «с большим уважением относится к японцам (бизнесменам), особенно к тем, кто способен не согласиться с вами лично и не нанести удар в спину, в отличие от Гаоли банцзы (расовое оскорбление корейцев)», что вызвало споры.

## Вьетнам
Сообщается, что южнокорейские солдаты совершали военные преступления во время войны во Вьетнаме, в результате которых погибло от 40 000 до 50 000 мирных жителей. Это привело к сохранению антикорейских настроений, особенно среди пожилых вьетнамцев. Южнокорейское правительство долгое время отрицало эти обвинения. Однако в 2020 году вьетнамские выжившие жертвы этих военных преступлений, включая гражданку Нгуен Тхи Тхань, подали иски против Южной Кореи. Напротив, во время войны во Вьетнаме у Вьетнама и Северной Кореи были более позитивные отношения.
Обвинения в торговле людьми для сексуальной эксплуатации вьетнамских женщин в Южной Корее также вызвали негативную реакцию среди вьетнамского населения.
Хотя корейская волна в основном была восторженно принята молодыми женщинами во Вьетнаме, она также встретила сопротивление со стороны правительства и общественности. Критика была сосредоточена на предполагаемой женственности корейских айдолов и их предполагаемой самовлюблённости, что противоречило духу коллективистской коммунистической культуры.

## Филиппины
Исторически корейские солдаты были вынуждены служить на стороне Японской империи во время японской оккупации Филиппин во Второй мировой войне. Это привело к тому, что некоторые филиппинцы, особенно старшего поколения, ассоциируют корейцев с военными преступлениями, совершёнными во время войны.
Этнографические исследования, проведённые в Сабанге с 2003 по 2015 год, показали, что приток корейцев вызвал негативное отношение со стороны некоторых местных жителей и проживающих там иностранцев. По данным Бюро иммиграции Филиппин за 2007 год, корейцы были признаны нарушителями иммиграционного законодательства.
Многие корейские инфлюенсеры в социальных сетях обвиняются в использовании маркетинговой стратегии, известной как «пиной-байтинг». Эта практика, в которой также участвуют и другие иностранцы, заключается в неискреннем использовании, присвоении и признании филиппинской культуры для привлечения филиппинской аудитории.
Некоторые филиппинцы считают корейцев невежливыми и не стремящимися к интеграции в филиппинскую культуру. Ещё одной проблемой стало запрещение южнокорейским туристам вести бизнес с местными туристическими фирмами со стороны южнокорейских туроператоров. Это привело к значительному снижению доходов филиппинских фирм от южнокорейских туристов.
Негативное изображение филиппинцев в корейских фильмах, таких как «Удар, а также несправедливое отношение к филиппинсим или выросшим на Филиппинах знаменитостям, живущим в Южной Корее, таким как политик Джасмин Ли и артистка Сандара Пак, ухудшило отношение филиппинцев к корейцам. В интервью Сандара Пак заявила: «Филиппинцы действительно добрые. Мне обидно, потому что корейские СМИ сообщают о преступлениях, когда говорят о Филиппинах».
Сенатор Джинггой Эстрада предложил запретить все корейские дорамы и фильмы на Филиппинах. Он заявил: «Моё наблюдение таково, что если мы продолжим показывать корейские теленовеллы, наши граждане будут хвалить корейцев, в то время как филиппинские артисты будут продолжать терять работу и деньги. Поэтому иногда мне приходит в голову, что мы должны запретить теленовеллы иностранцев, а показывать в нашей стране должны тех филиппинских артистов, которые обладают большим талантом в актёрском мастерстве». Эстрада уточнил, что он лишь разочарован тем, что «в то время как мы слишком готовы и готовы праздновать индустрию развлечений Южной Кореи, мы, к сожалению, позволили нашей собственной деградировать из-за отсутствия поддержки со стороны кинозрителей».

### #CancelKorea
В сентябре 2020 года филиппино-американская звезда TikTok Белла Порч опубликовала видео, где танцевала, а на её руке была видна татуировка с флагом Японии. Это вызвало негативную реакцию у корейских пользователей, которые массово комментировали видео, называя татуировку оскорбительной и требуя от Беллы извинений и удаления татуировки.
Вскоре после критики Белла опубликовала извинения на TikTok: «Мне очень жаль, если моя татуировка вас обидела. Я люблю Корею, пожалуйста, простите меня». В подписи к видео она добавила: «Я никогда не сделаю ничего, что может кого-то обидеть». Белла также объяснила, что сделала татуировку в марте 2020 года, но уже запланировала её удаление. Однако из-за пандемии COVID-19 она не смогла этого сделать.
Несмотря на извинения, многие корейские пользователи продолжали оставлять враждебные комментарии, оскорбляя филиппинцев, называя их бедными, рабами, некрасивыми и необразованными, а также делая расистские замечания. Конфликт вскоре перекинулся на Twitter, где начались споры о расистских установках в Корее и долгой истории отношений между Южной Кореей и Филиппинами. В Twitter начали набирать популярность хэштеги #CancelKorea (рус. Отмените Корею), #ApologizeToFilipinos, #CancelRacism и #한국취소 (что означает «Отменить Корею», или на ханча: #韓國取消), где филиппинские пользователи выражали свой гнев в ответ на насмешки и оскорбления.
Ситуация улучшилась, когда другие корейские пользователи извинились за расистские комментарии, распространив хэштег «미안해요 필리핀» (#SorryToFillipinos). В ответ на эти извинения некоторые филиппинцы предложили изменить хэштег #CancelKorea на #CancelRacism. Некоторые филиппинские пользователи также извинились за оскорбительные высказывания в адрес корейцев во время конфликта, используя хэштег #SorryToKoreans и принимая извинения.

## Индонезия
В Индонезии антикорейские настроения начали формироваться в 2000-х годах. Рост антикорейских настроений был вызван рядом факторов, таких как популярность пластической хирургии и атеизм в Южной Корее. Некоторые индонезийцы называют корейцев «пластиковыми». Этот стереотип возник из-за популярности пластической хирургии в Южной Корее. Ситуация усугубилась после самоубийства бывшего участника группы Shinee, Джонхёна. Кроме того, существуют предположения, что любители корейских дорам склонны к чрезмерности, а жители Кореи постоянно изменяют своим партнёрам. В 2013 году сообщалось, что некоторые балийские предприятия вывешивали знаки, запрещающие корейским клиентам посещать их из-за сообщений о том, что некоторые из них нарушали правила во время пребывания.
В 2021 году южнокорейский мужчина предположительно совершил расистскую атаку против индонезийской женщины в социальных сетях, что вызвало гнев среди индонезийской общественности и усилило антикорейские настроения в стране. В том же году корейская интернет-личность, проживающая в стране, по имени СонниДахё также подверглась критике со стороны индонезийцев из-за своих прошлых комментариев, в которых она называла индонезийцев «глупыми», а также якобы притворялась постящейся во время месяца Рамадан [9]. Трансляция Олимпийских игр 2020 года вызвала негодование у некоторых индонезийцев после того, как MBC ошибочно использовала изображение карты Малайзии во время прибытия индонезийской делегации на церемонию открытия [10].
В июне 2024 года в социальных сетях активно обсуждались случаи расизма, совершённые некоторыми южнокорейцами на веб-сайте Indosarang. Это онлайн-форум, используемый южнокорейскими рабочими, проживающими в Индонезии. На форуме несколько пользователей оставляли уничижительные комментарии в адрес индонезийцев и их религии.

## Монголия
В 2008 году сообщалось, что некоторые южнокорейские мужчины совершали поездки в Монголию с целью секс-туризма, часто становясь клиентами южнокорейских предприятий, работающих в этой стране. Это вызвало рост антикорейских настроений и увеличение числа нападений на граждан Южной Кореи в Монголии.

## Таиланд
Популярность корейской волны в Таиланде привела к тому, что некоторые тайские власти стали рассматривать её как угрозу местной культуре. Сообщается, что в 2017 году некоторые местные жители начали воспринимать халлю негативно или как форму культурного империализма.

## Италия
В начале 2020 года ведущая итальянская музыкальная школа запретила посещать занятия студентам из Восточной Азии из-за опасений, связанных с коронавирусом.. Наибольшее число пострадавших составили южнокорейские студенты. Южнокорейские студенты также сообщали, что их не пускали в здание школы и высмеивали другие учащиеся из-за их происхождения. Некоторые жители Южной Кореи сообщали о страхе покидать свои дома на фоне роста случаев дискриминации и насмешек, а другие рассматривали возможность покинуть Италию, поскольку не могли «находиться в месте, которое нас ненавидит».

## Израиль
Из-за пандемии COVID-19 южнокорейским туристам было рекомендовано избегать общественных мест и оставаться в изоляции в своих отелях. Израильская армия объявила о намерении поместить южнокорейских граждан на карантин на военной базе. Многие оставшиеся южнокорейцы были отвергнуты отелями и были вынуждены проводить ночи в аэропорту имени Бен-Гуриона. Впоследствии израильская газета опубликовала жалобу корейцев, в которой говорилось, что «Израиль обращается с [корейскими и другими азиатскими] туристами как с носителями коронавируса». Министр иностранных дел Южной Кореи Кан Гён Хва охарактеризовала ответ Израиля как «чрезмерный».

## Германия
Многие корейские жители Германии сообщили о росте числа инцидентов, направленных против корейцев, после начала пандемии COVID-19. Посольство Южной Кореи предупредило своих граждан о нарастающей враждебной атмосфере, с которой они сталкиваются. В условиях роста подозрительности в отношении корейцев местные жители также предпочитают избегать корейских ресторанов, что привело к снижению продаж в некоторых из них до 80%.

## Нидерланды
KLM, флагманский авиаперевозчик Нидерландов, запретил корейским пассажирам пользоваться туалетами на одном из своих рейсов.
В последнее время в Нидерландах наблюдается всплеск антикорейских инцидентов, направленных как против корейских граждан, так и против нидерландцев корейского происхождения. Эти инциденты варьируются от вандализма в отношении домов до насильственных нападений и домогательств. Более 150 корейских экспатов, участвовавших в онлайн-опросе, сообщили, что они стали жертвами ксенофобских инцидентов.

## Бразилия
Несмотря на популярность южнокорейской культуры среди молодёжи Бразилии, в стране имели место инциденты, направленные против корейцев. В 2017 году бразильский телеведущий Рауль Жил был обвинён в расизме и ксенофобии после того, как во время прямого эфира с K-Pop группой K.A.R.D. позволил себе уничижительные шутки в адрес азиатов и использовал жест, ассоциирующийся с раскосыми глазами. Этот инцидент вызвал резкую критику как со стороны бразильской, так и зарубежной прессы. В 2019 году бразильская пара опубликовала в социальных сетях серию видео, в которых высмеивала корейскую еду и язык во время поездки в Южную Корею. Этот случай также подвергся критике в социальных сетях.